# Černá skála u Řevnic
Černá skála u Řevnic je skalní útvar v údolí dolní Berounky ve Středočeském kraji. Tvoří ji dvě obnažené stěny na levém břehu řeky vysoké třicet metrů. Nachází se ovšem již na okraji katastrálního území Hlásná Třebaň, je mimo CHKO Český kras.

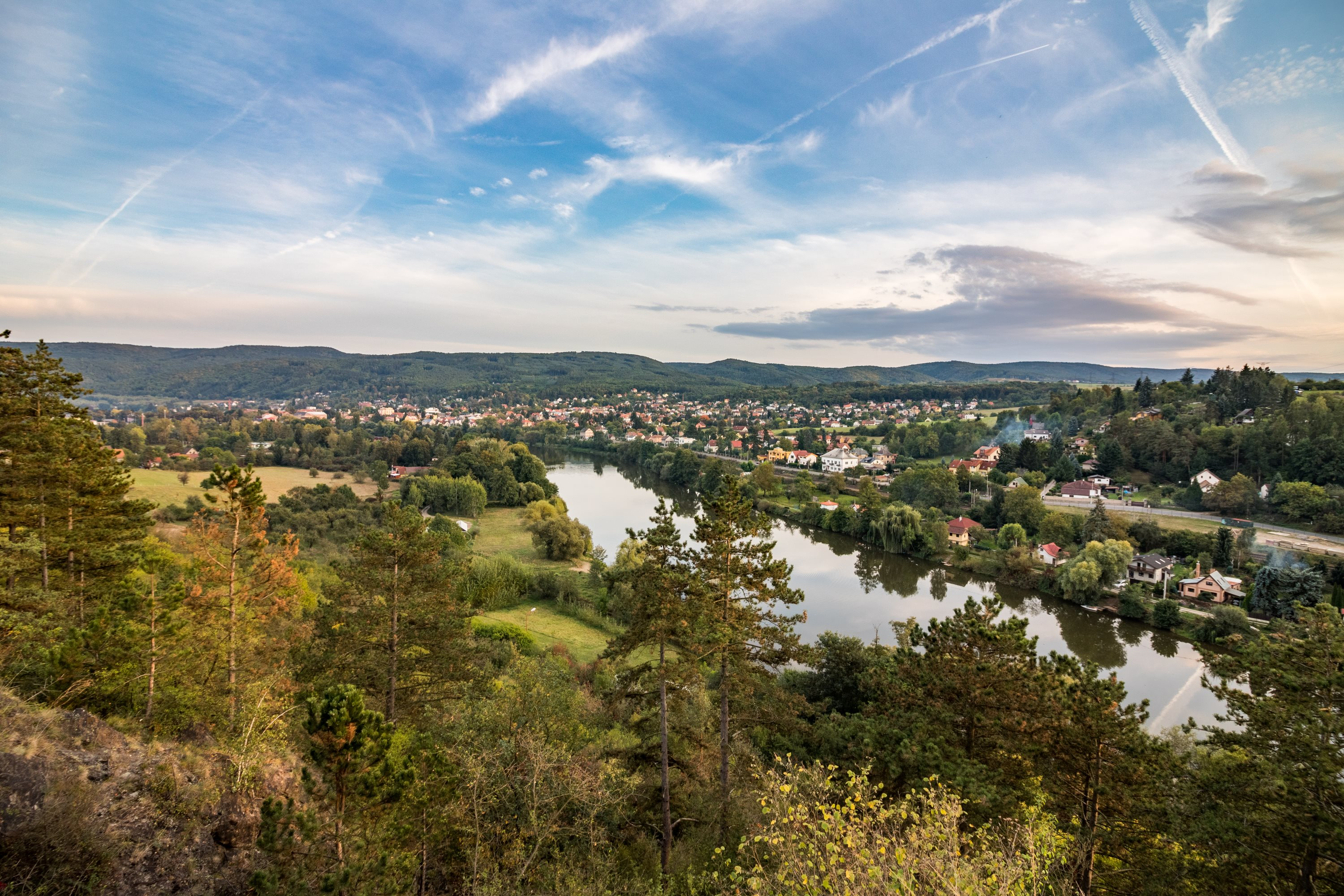
Pohled na Řevnice z Černé skály

Skála je tvořena horninou diabas, obdobné skalní výchozy se nacházejí od Berouna až k Řevnicím. Je tmavá, křehká a lámavá. Spodní část západního okraje skalního hřebene, původně se svažujícího až k řece, byla odlámána patrně již na začátku 20. století (či dříve) a dnes zde vede úzká pěší stezka z Hlásné Třebaně do Řevnic. Kromě mnoha vrtů jsou zde patrné také čtvercové kapsy zaniklého přístřešku.
Přístup k Černé skále je možný od nádraží Řevnice. Odtud se přejde přes most nad Berounkou a za ním doleva Karlštejnskou ulicí po břehu proti proudu řeky. Z nádraží je to jeden a půl kilometru.

## Horolezectví
Černá skála je horolezecký terén, který získal popularitu roku 2015, když skálu očistila a lezecké směry bezpečně zajistila skupina okolo Martina Tučky. První dvě nedokumentované cesty zde byly vylezeny již v 70. letech 20. století. Několik dalších cest tady vylezli místní lezci s Bohumilem Kafkou z Řevnic (Miloslav Pletánek) v 80. letech 20. století.